# 1076 Viola
Az 1076 Viola (ideiglenes jelöléssel 1926 TE) a Naprendszer kisbolygóövében található aszteroida. Karl Wilhelm Reinmuth fedezte fel 1926. október 5-én.